# Corta incendios
Un cortafuego o un cortaincendios es un sistema de protección pasiva contra fuego hecho de varios componentes y usada para sellar entradas y juntas en una pared calificada como resistente a fuego o montaje de piso. Los cables de penetración son conocidos como cables de multi tránsito (MCTs). Los cortafuegos son diseñadores para hacer resistente a una pared o piso de montaje, impidiendo la propagación del fuego y el humo mediante el bloqueo de entradas con materiales resistentes al fuego.[1]   

## Descripción
Los cortafuegos previenen penetraciones horizontales y verticales no protegidas en una pared calificada como resistente al fuego o piso de montaje, lo cual puede reducir la clasificación de resistencia de estas estructuras y llevar a una propagación rápida y errática de humo y fuego. [1]   

### Tipos de entrada
Los cortafuegos son usados en: 
- Penetraciones eléctricas, mecánicas y estructurales
- Entradas no penetradas (como las entradas para uso futuro)
- Reentradas de cortafuegos existentes
- Juntas de control o influencia en paredes calificadas como resistentes o pisos de montaje
- Unión entre paredes calificadas como resistentes al fuego o pisos de montaje.
- Juntas de cabeza de pared (HOW), donde un muro de carga no cargado de ensamblado se encuentra con un piso de montaje

### Materiales
Los componentes incluyen intumescentes, morteros cementantes, silicona, almohadas resistentes al fuego, fibras de mineral y compuestos de caucho 

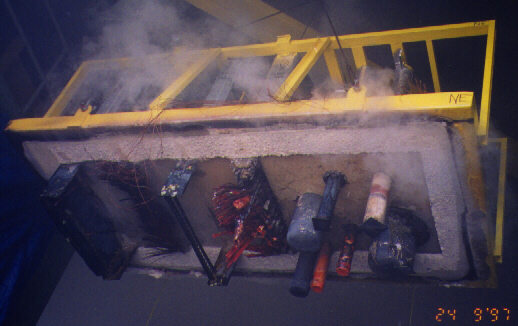
Fire test of mortar-based firestop
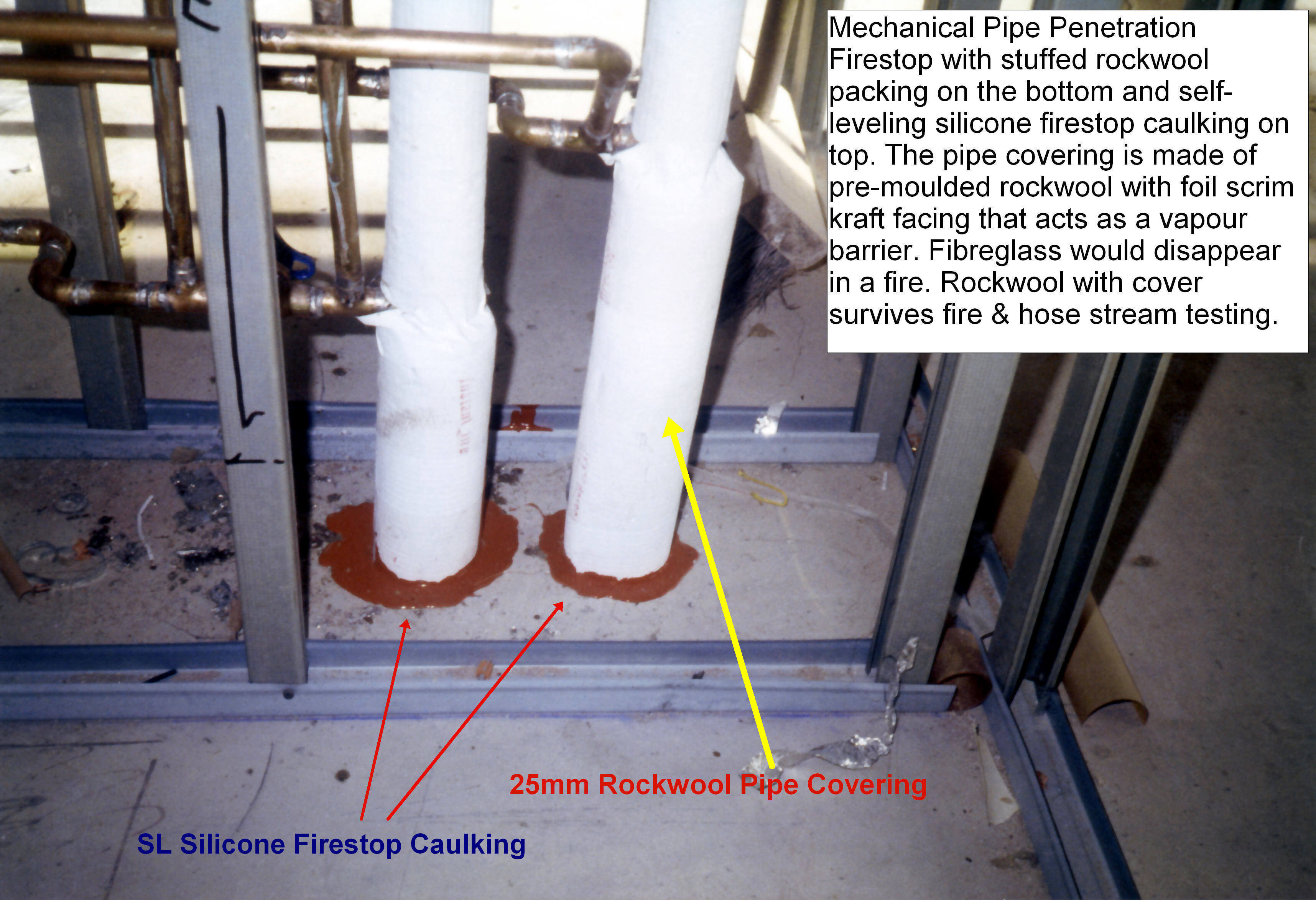
Pipe with metallic piping penetrations in a 2-hour fire-resistance rated concrete floor slab
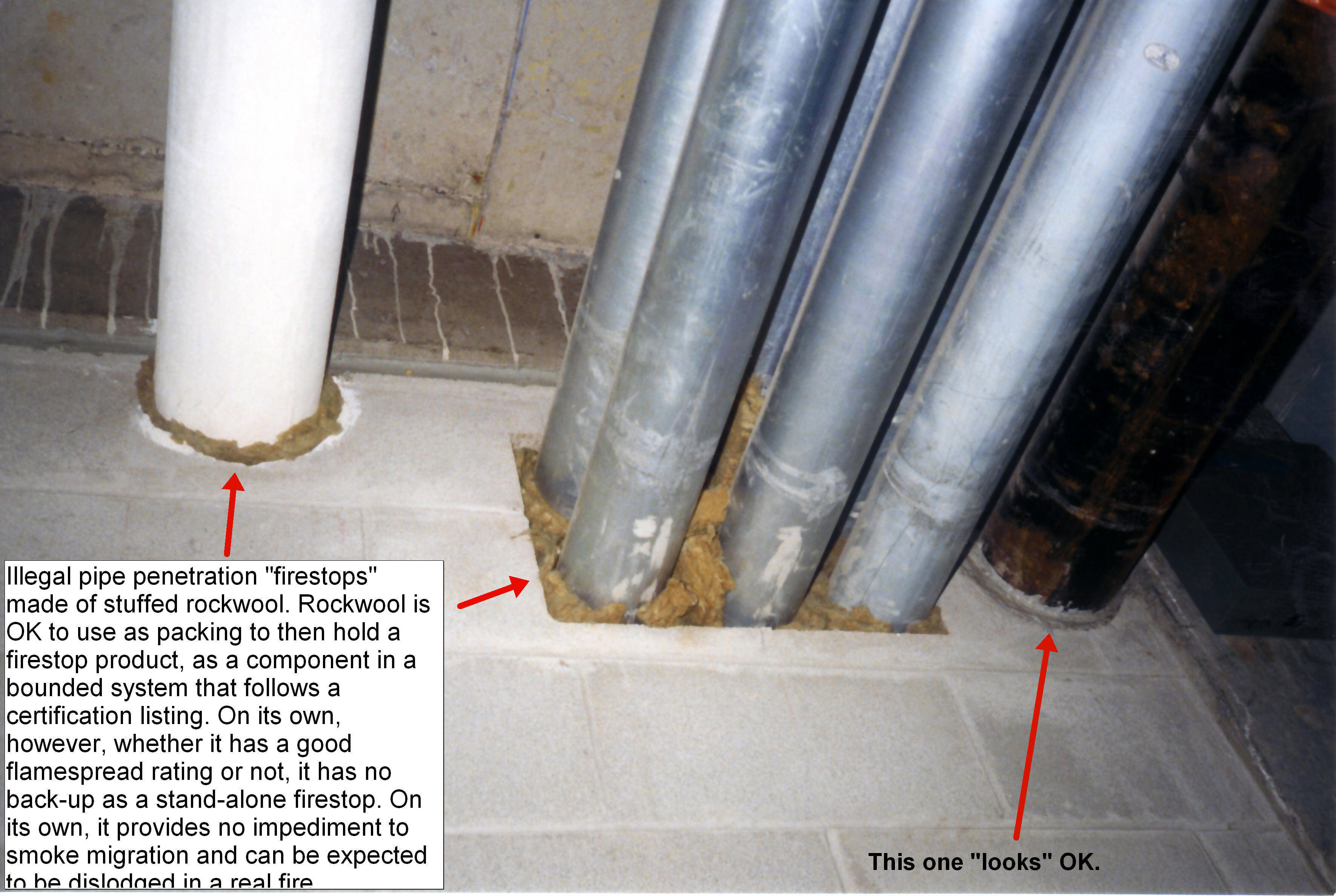
Inadequate firestop with rockwool
Construction drawing of a firestop
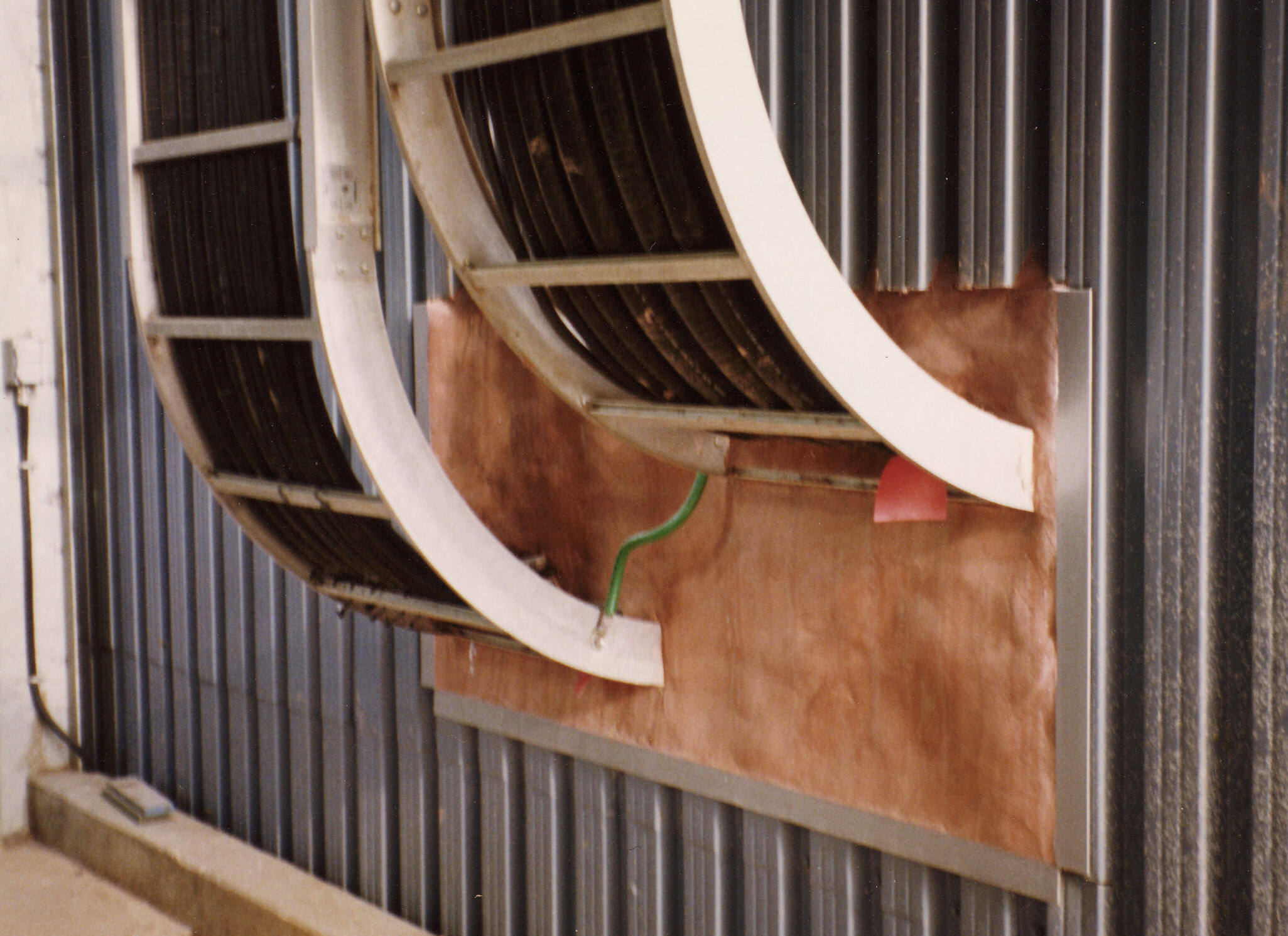
Firestop mortar seal of a cable tray

## Mantenimiento
Los cortafuegos deben ser mantenidos de acuerdo con el listado y aprobación de uso y conformidad. La documentación de construcción algunas veces incluye un inventario de todos los cortafuegos en una edificación, con dibujos indicando su ubicación y listas de certificación. Usando esto, un dueño de edificio puede cumplir con el código de incendio relacionado con las barreras de fuego. Reparaciones inadecuadas por otro lado pueden resultar, lo cual violaría el código de fuego y podrían permitir que el fuego viaje a través de áreas dispuestas por el código a estar separadas durante un incendio.   

### Reentrada
Es usualmente necesario instalar cableado eléctrico nuevo o sistemas mecánicos a través de un hoyo en un barrera resistente al fuego la cual ha sido adaptada durante la construcción. En este caso, los cortafuegos son reentrados. Para mantener el plan de protección original contra fuego de una edificación, las reentradas de protección deben satisfacer el listado de certificación mediante la cual la configuración original se basa.   

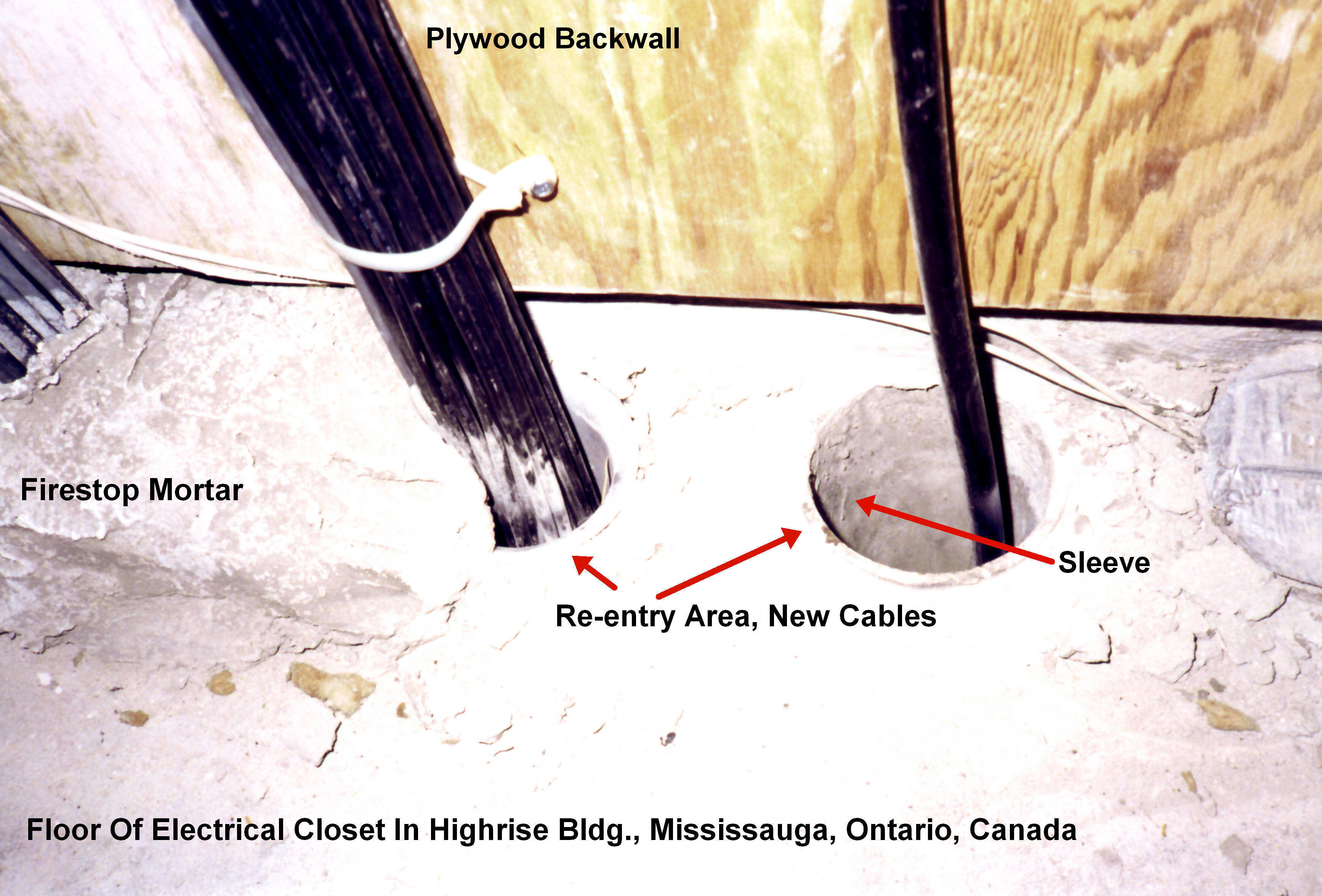
Reentry firestop mortar
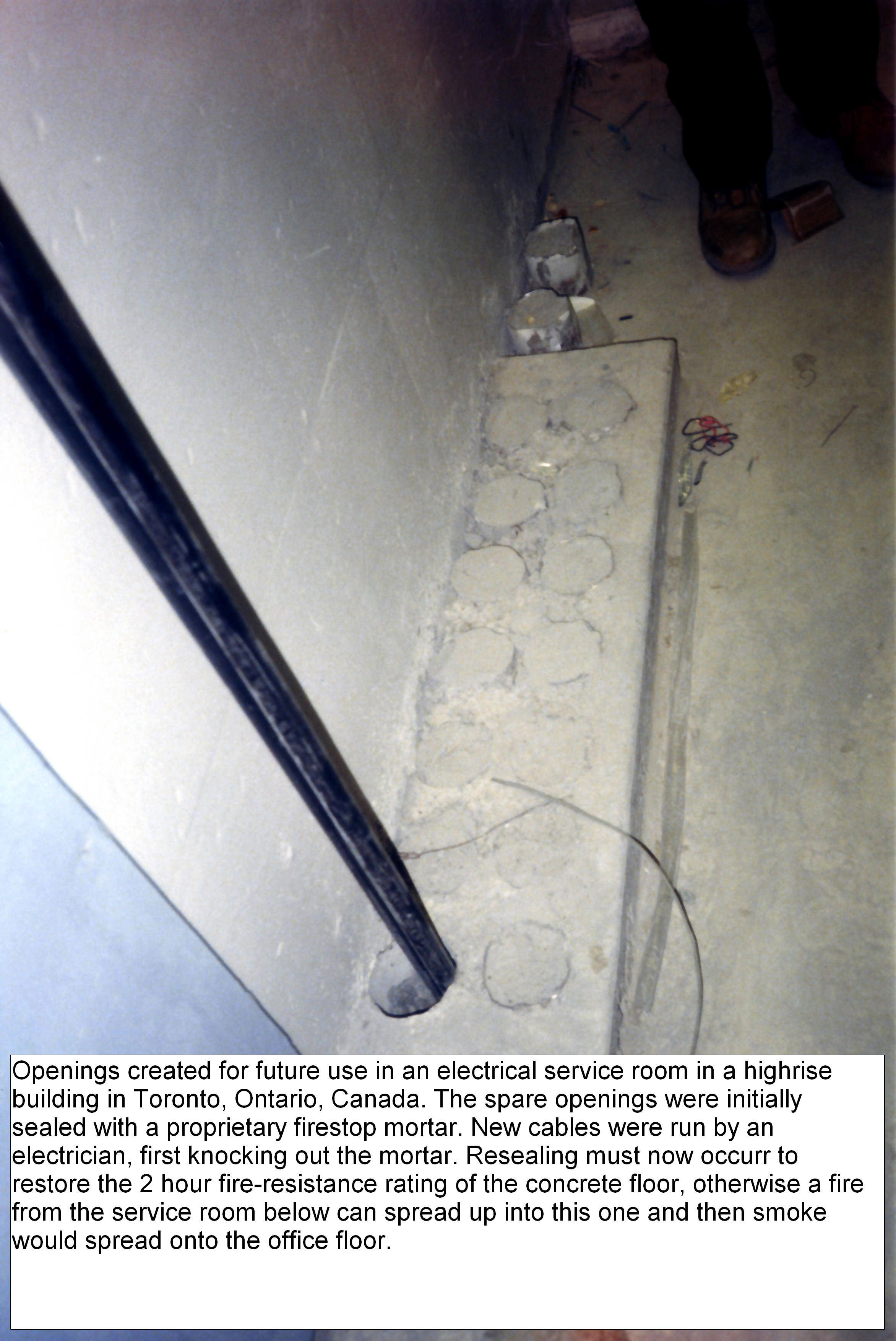
Opening created for future use in an electrical service room

### Rociador a prueba de fuego

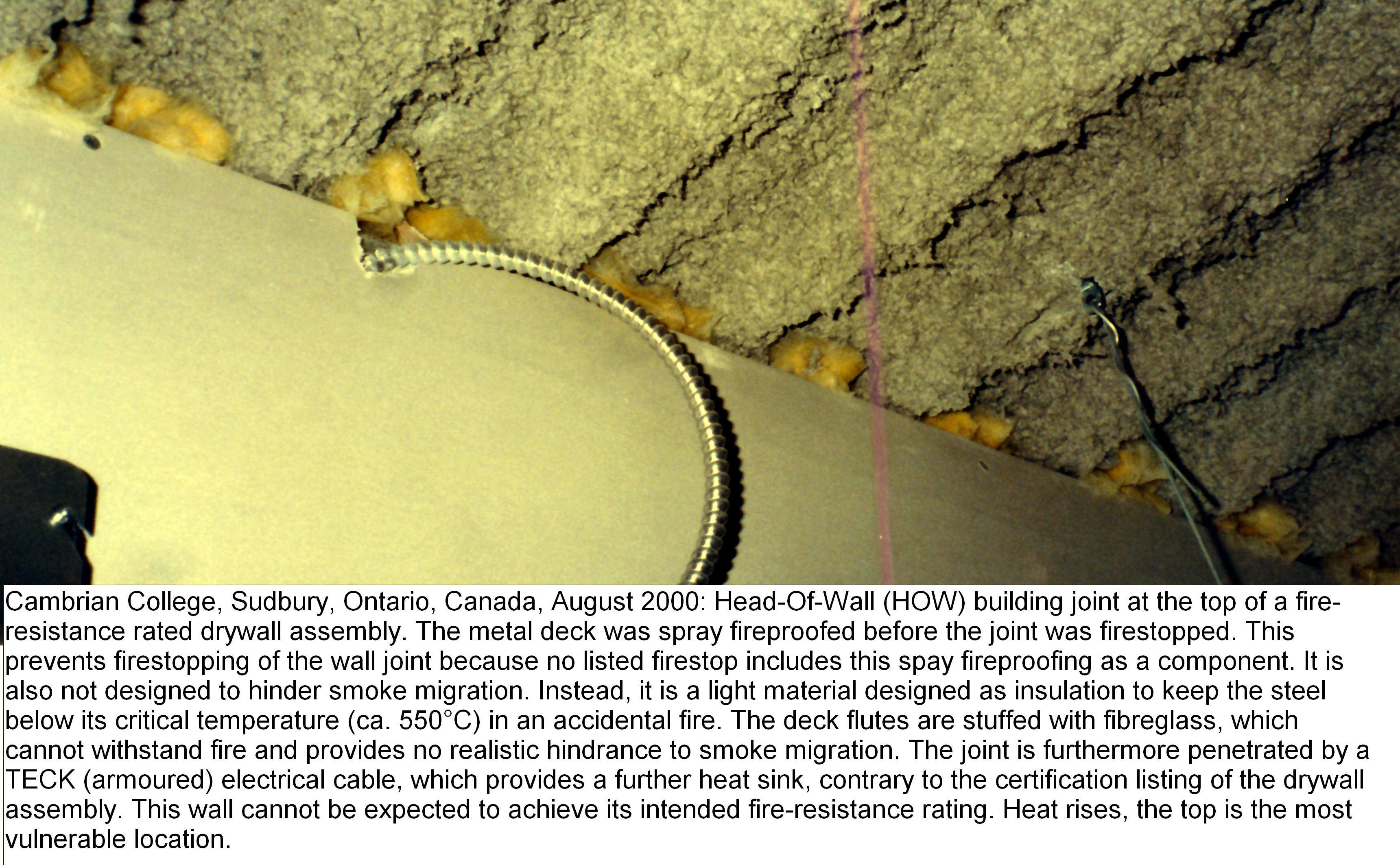
Cortafuego inapropiado

El rociado contra fuego de acero estructural es mejor usado antes que las particiones internas son construidas. De otra forma, un conflicto con los cortafuegos y paredes contra fuego podría ocurrir. Los cortafuegos se deben adherir a las superficies no obstruidas, secas y desnudas de la barrera contra fuego la cual es penetrada (decoración metálica, por ejemplo), o adyacente a una interfaz de dos barreas contra fuego en las cuales la protección contra fuego es requerida (como las vigas). El rociado contra fuego no puede ser aplicado antes que la protección contra fuego en estas superficies, debido a que el rociado podría obstruir la adherencia de los materiales resistentes a las superficies de la barrera contra fuego. Rociar el perímetro de la zona superior también puede cubrir la pared o sellar juntas y a través de penetraciones las cuales requieren protección contra fuego. Estas juntas por lo tanto no están provistas con protección contra fuego apropiada, violando la integridad de la  barrera contra fuego pasiva.   

### Etiquetado
El mantenimiento adecuado es mejorado por la instalación de etiquetas en cada lado de la protección contra fuego con la información necesaria para referirse a los documentos que indican los procedimientos de aprobación para la instalación original y las reentradas. Esto requiere conocimiento del listado de certificación usado para cada entrada de una junta de edificio o una penetrante a través de sellado de penetración.  

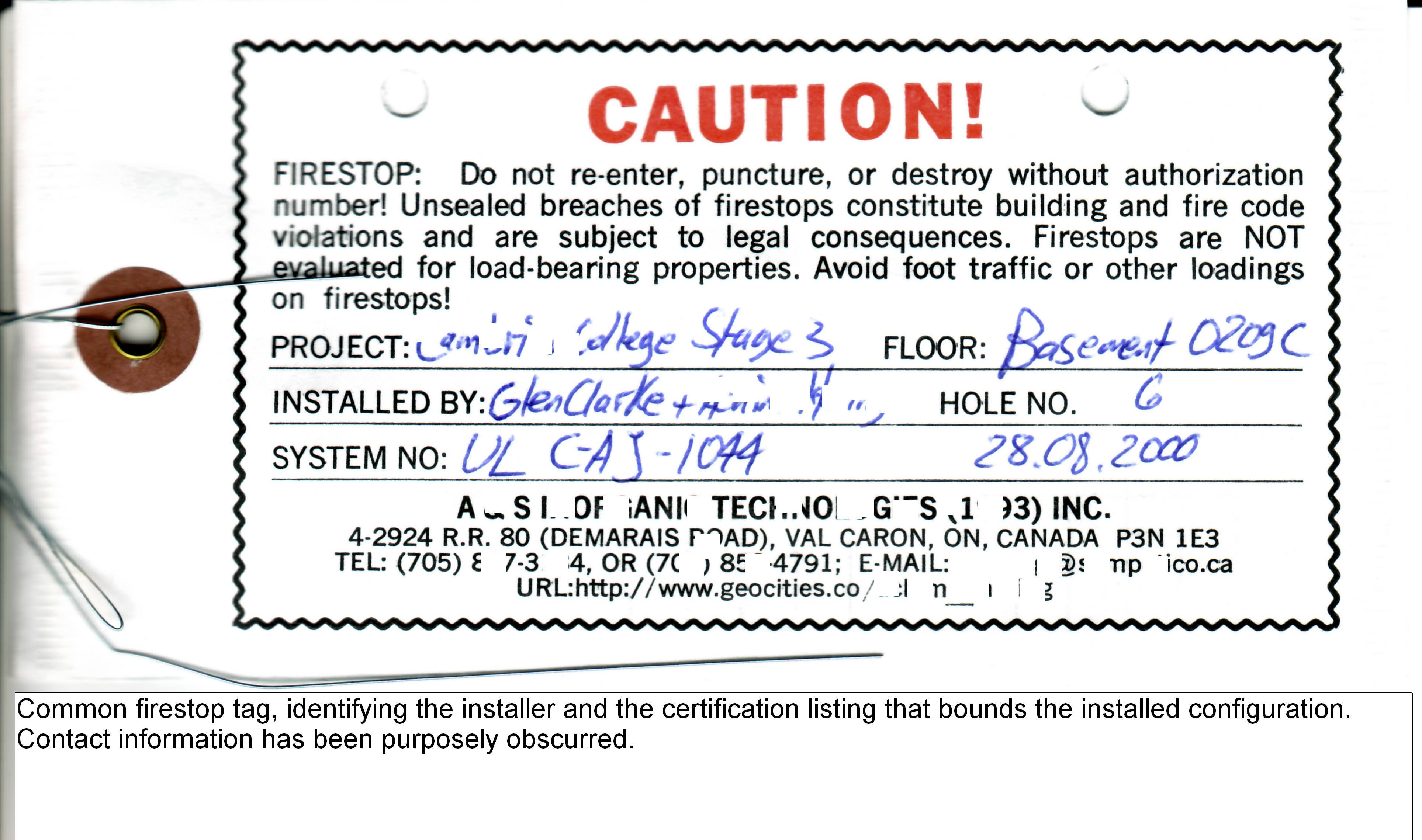
Firestop tag front, with information needed for proper maintenance
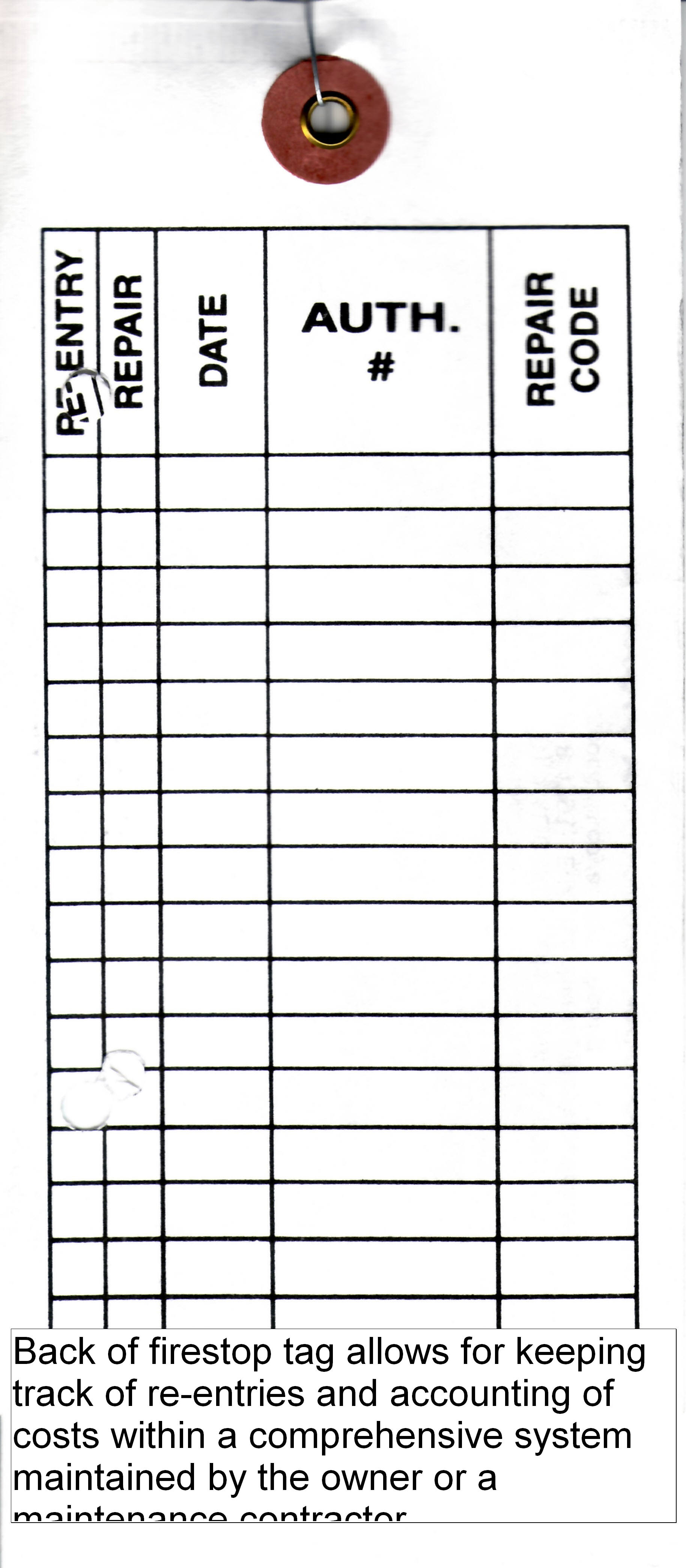
Tag back, for recording maintenance

## Clasificaciones
Los materiales contra fuego no son clasificados perse. Ellos reciben una clasificación contra fuego por la combinación de materiales en un arreglo específico para el punto tratado (una tubería o cable, por ejemplo) penetrando la pared resistente a fuego o piso y el arreglo de construcción de la pared contra fuego o piso. Una protección contra fuego de dos horas para penetración de tubería puede consistir de una capa de calafateo sobre rockwool. El arreglo, no el calafateo, provee la clasificación de dos horas. Los materiales contra fuego individuales y el montaje general contra fuego están listados.      

## Pruebas y certificación
Los listados de certificación incluyen esos disponibles de:  
- Laboratorios suscritos
- Laboratorios suscritos de Canda
- Deutsches Intitut für Bautechnik (Alemania)
- Efectis (Holanda, Francia y Noruega)
- FM Global[2]

## Regulaciones y conformidad
Cuando la configuración instalada no cumple con el listado de certificación apropiado, la clasificación contra fuego debe ser disminuida. Cuando es difícil de evaluar el impacto, debe ser usualmente asumido como cero y el plan de protección contra fuego del edificio se compromete. Cada entrada en una pared clasificada como resistente al fuego o piso en un edificio debe tener un listado de certificación. Hay miles de listados de varias certificaciones y pruebas de laboratorios. Los laboratorios suscritos de Canadá y Estados Unidos publican libros listando los fabricantes de cortafuegos que han sido contratados por ellos para pruebas y certificaciones. Los cortafuegos deben ser rutinariamente inspeccionados y mantenidos para mitigar los efectos del tiempo y las reentradas.   

## Jurisdicción Comercial
En Norteamérica, los equipos compuestos son requeridos cuando se trabaja cerca de conductores eléctricos; un electricista es requerido para observar y asegurar la seguridad del aislante. El Gütegemeinschaft Brandschutz im Ausbau de Alemania también ofrece un curso de protección pasiva contra fuego resultando en un certificado Brandschutzfachkraft (Experto de protección pasiva contra fuego). Los tipos de material usado y el conjunto de habilidades necesarias en el aislante y las instalaciones de cortafuegos son similares. Excepciones a la regla de que la protección contra fuego es trabajo de los aislantes incluyen dispositivos contra fuego los cuales son parte del sistema de plomería y deben ser instalados por plomeros durante el formaleteado del concreto.   

## Protección contra fuego inadecuada

### Sin protección contra fuego
Edificaciones antiguas comúnmente no tienen cortafuegos. Una inspección a fondo puede identificar todas las barreras contra fue verticales y horizontales y sus clasificaciones y todas las fallas en estas barreras (las cuales pueden ser selladas con métodos aprobados).  

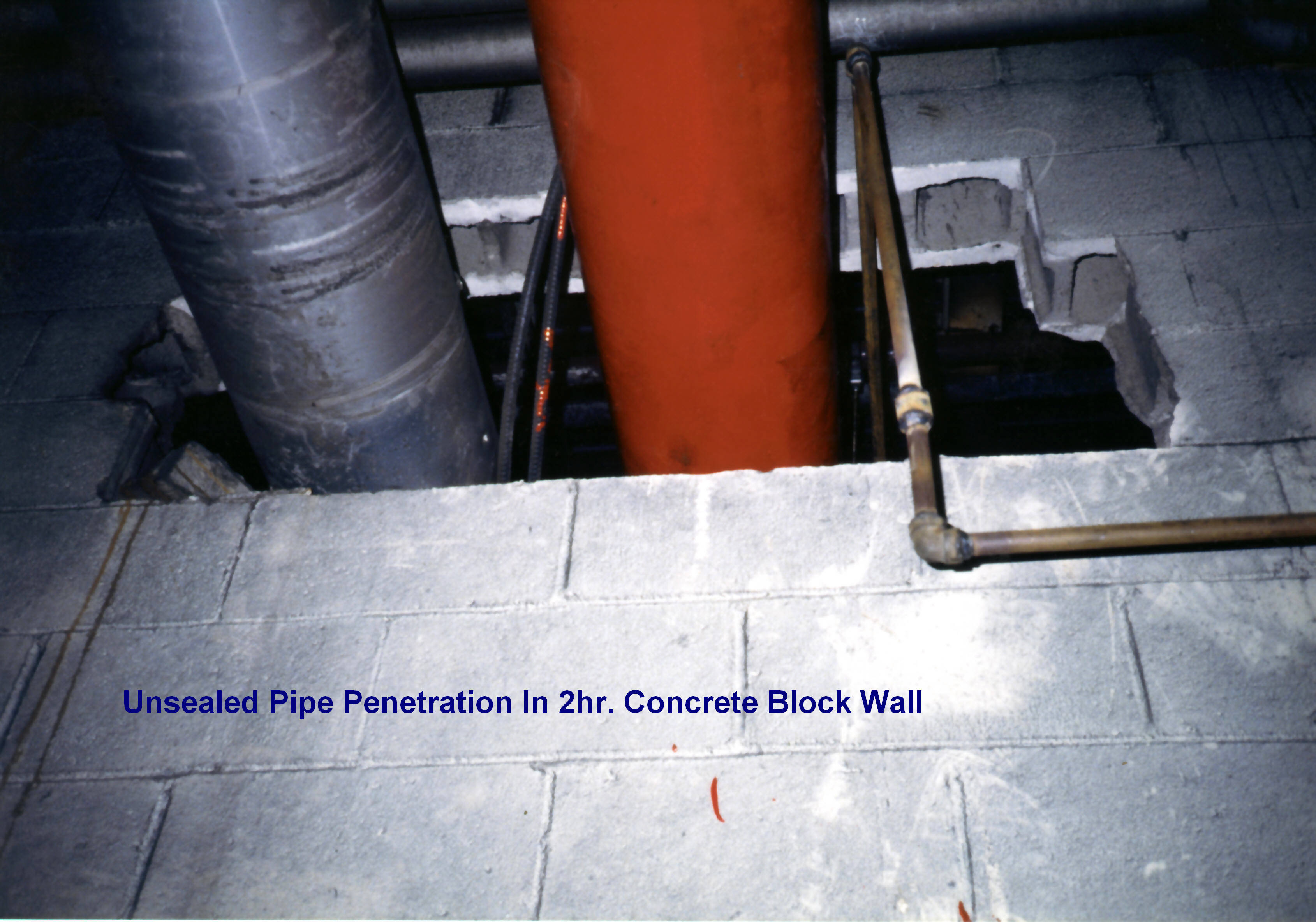
Unsealed pipe penetration in two-hour fire-resistance rated concrete block wall
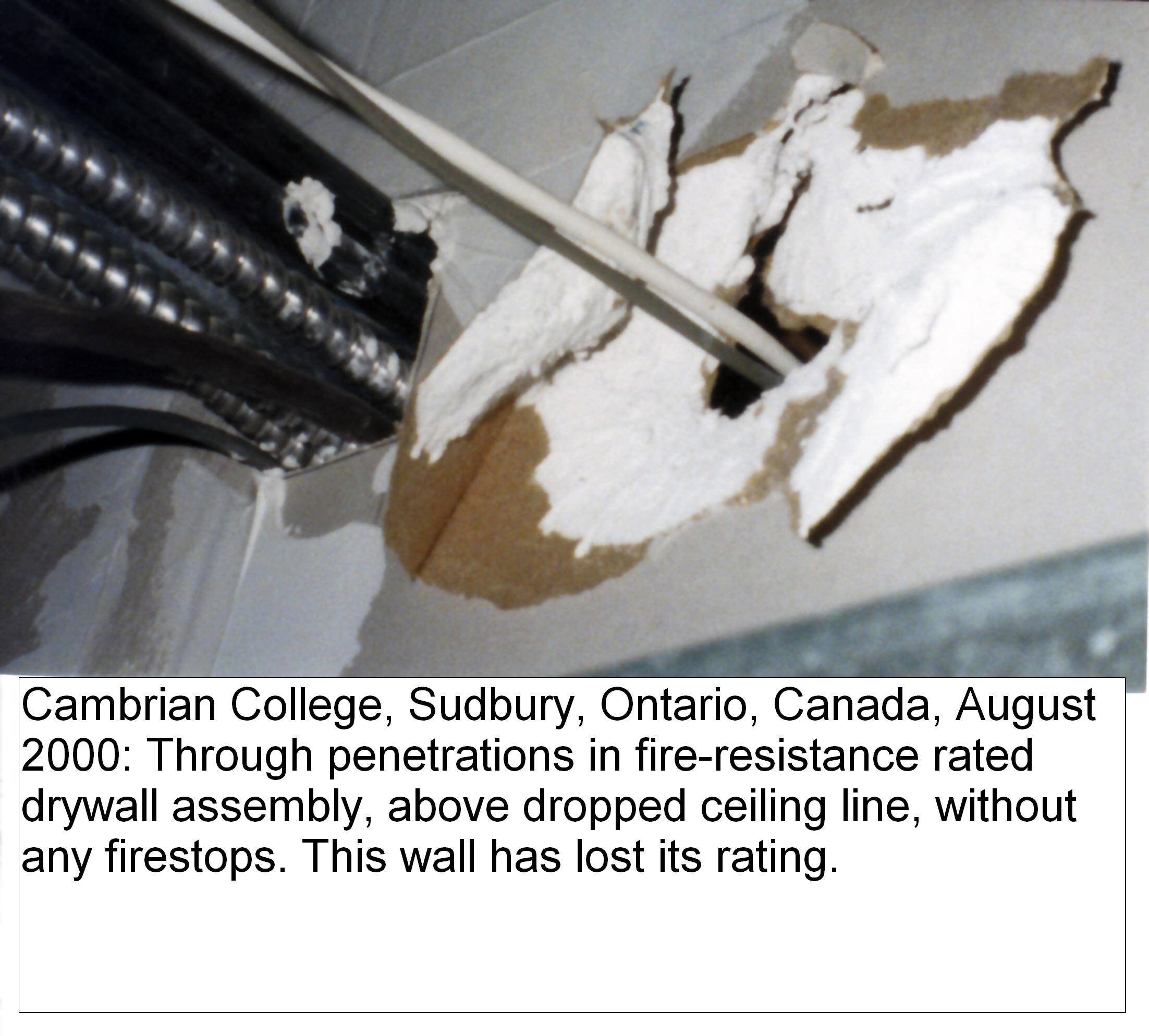
Improper breach of fire-resistance rated drywall assembly

### Intentos no listados
Los cortafuegos creados por contratistas o personal de mantenimiento del edificio que no estén listados, algunas veces son llamados "condenado a cumplir", no están acreditas con una clasificación adecuada de acuerdo al código de edificaciones para propósitos de cumplimiento. Son usualmente de corto plazo, medidas de reducción de costos a expensas de la seguridad contra incendios y la conformidad del código. Un error común es citar un listado para un producto el cual puede tener otro uso. Un aislante con un listado activo de una clasificación de rociado es inaceptable para propósitos de cortar un incendio.   

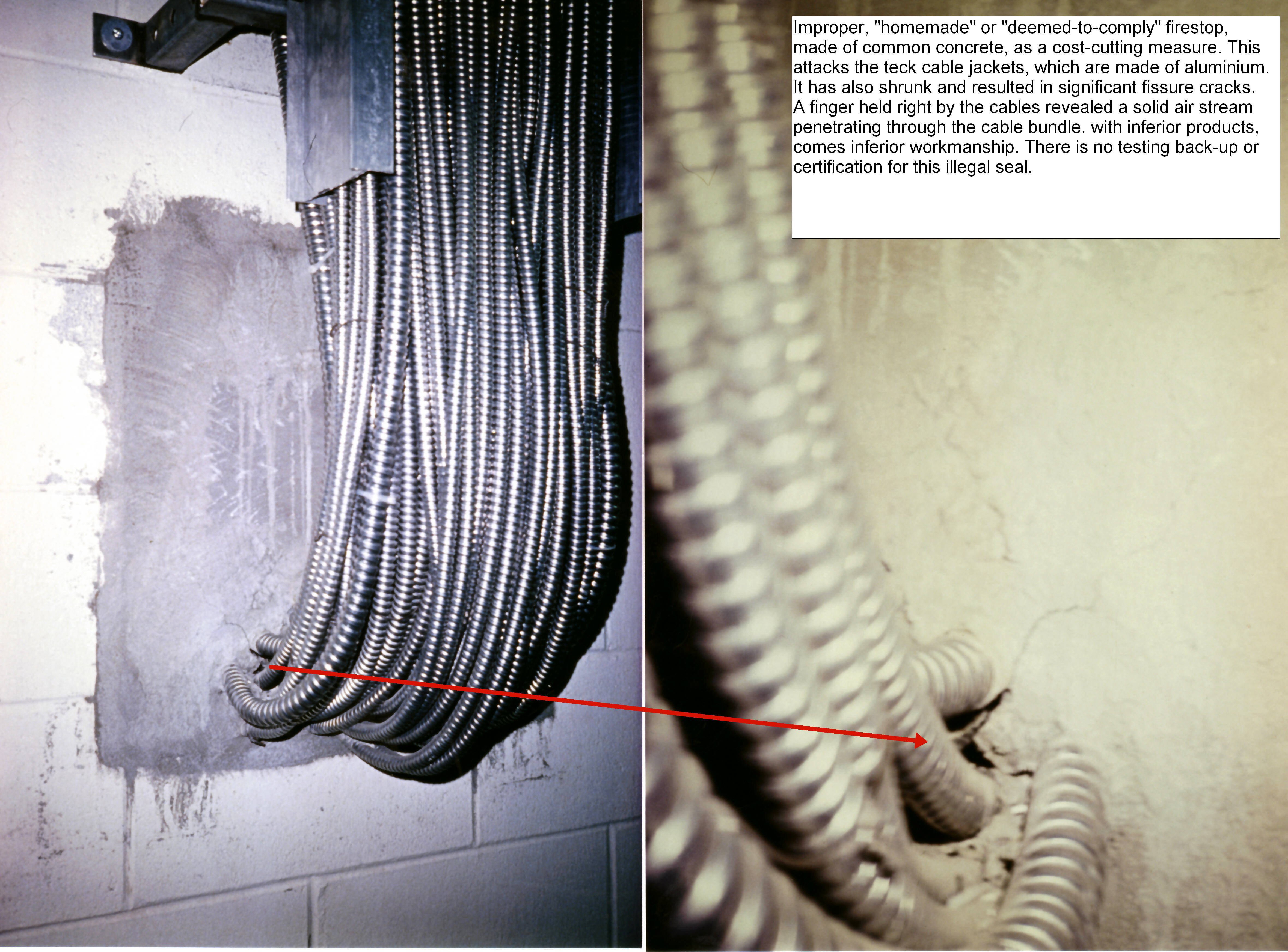
Common concrete, with no testing intended for certification listing
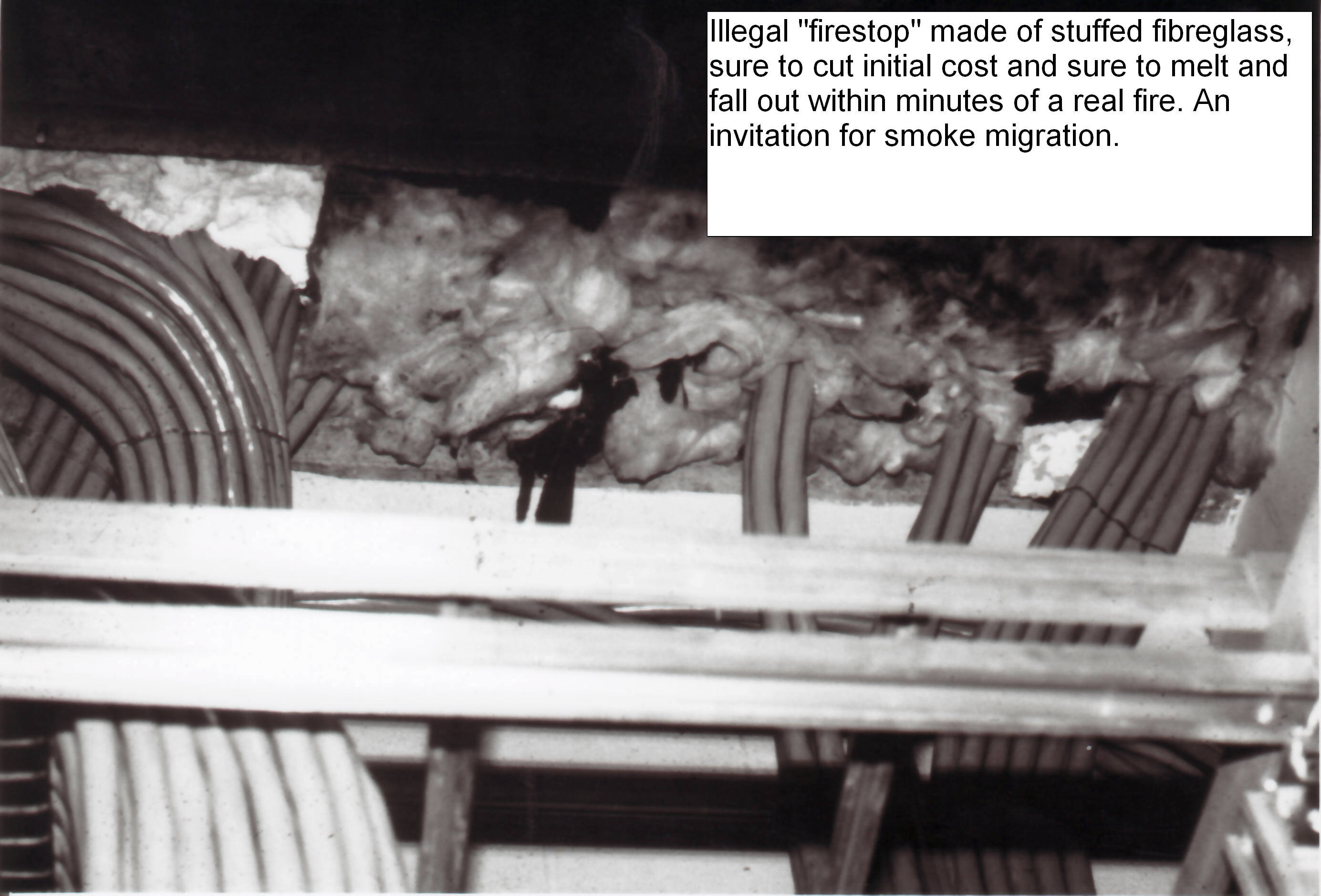
Stuffed fiberglass insulation would rapidly melt and fall out in a fire.
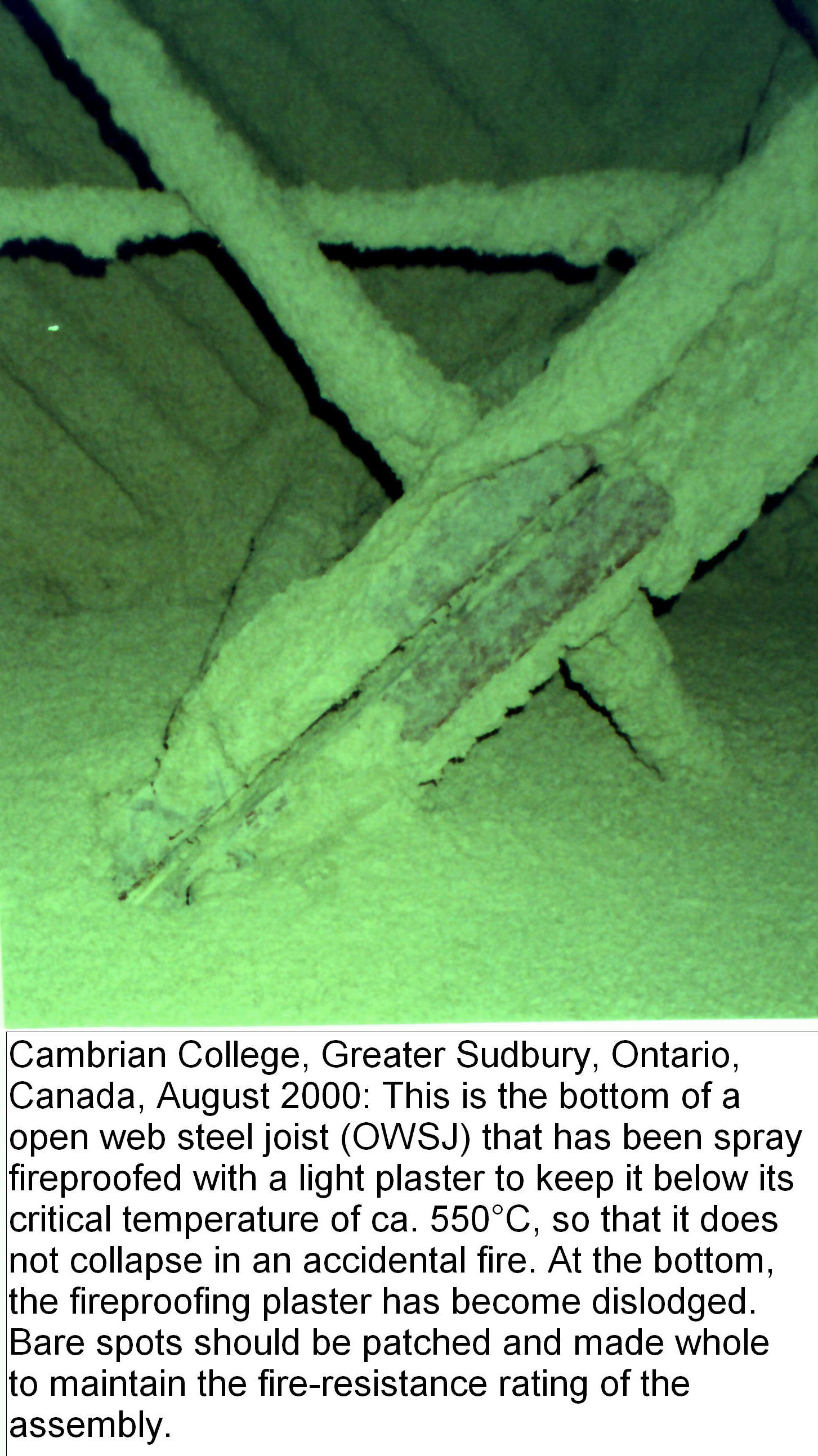
Spray fireproofing improperly used to cover penetrations
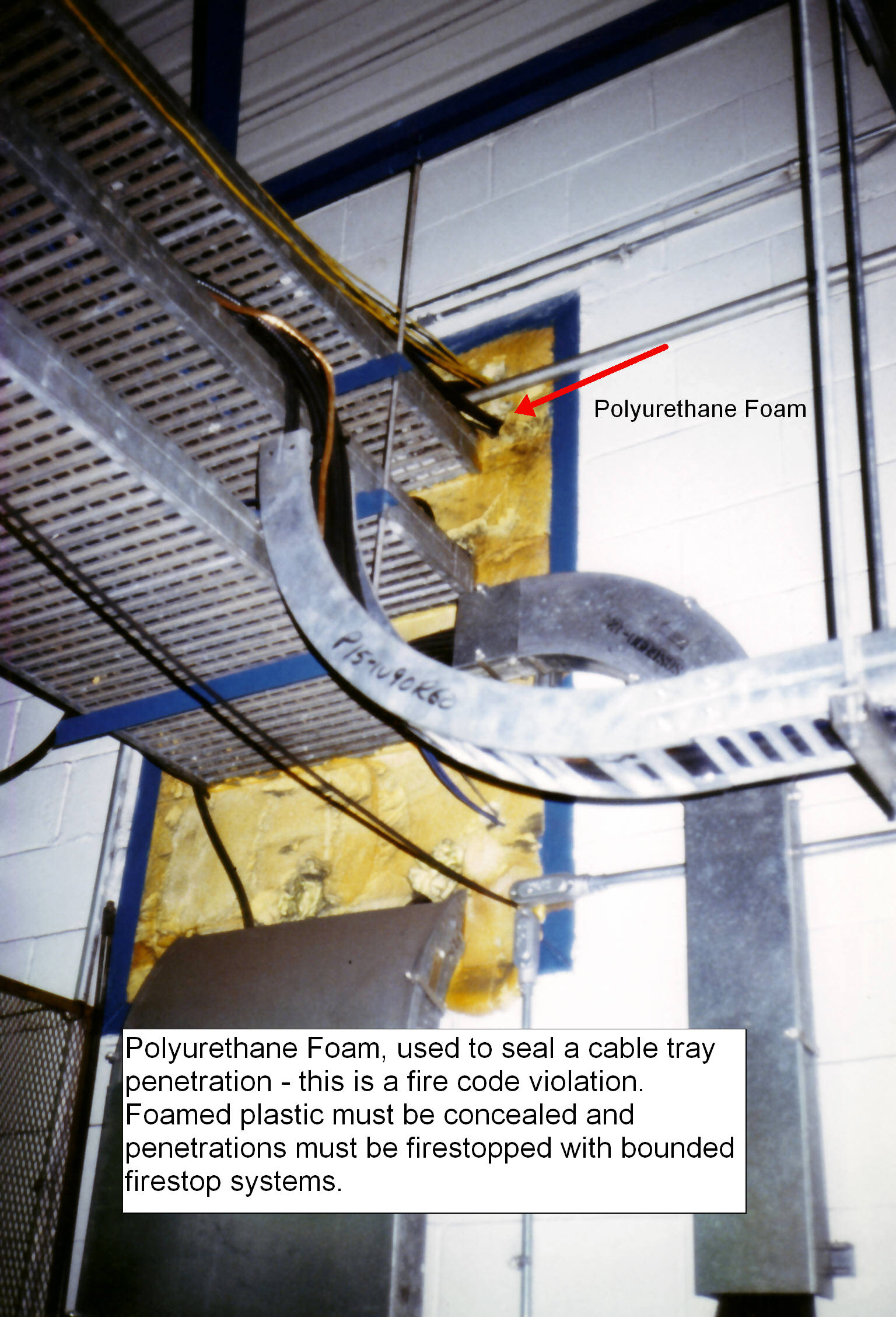
Polyurethane foam used to fill a cable tray penetration; at Browns Ferry Nuclear Power Plant, this seal resulted in significant fire damage.